# 은진송씨 정려각
은진송씨정려각(恩津宋氏旌閭閣)은 대전광역시 대덕구 법2동에 있는 조선시대의 정려각이다. 1993년 6월 21일 대전광역시의 유형문화재 제24호로 지정되었다.

## 개요
송애당 김경여의 어머니 송씨부인의 지극한 효성을 기리기 위하여 영조 (재위 1724∼1776) 때 나라에서 내려준 정려기를 보호하기 위한 건물이다. 정려기란 나라에서 충신, 효자, 열녀 등을 기리기 위해 이름이나 관직을 적은 것이다.
지붕 옆면이 여덟 팔(八)자 모양인 팔작지붕집이며, 기둥 위에서 지붕을 받치는 공포가 화려하게 장식된 조선 후기의 특징을 갖추고 있다.

## 참고 자료
- 은진송씨정려각 - 국가유산청 국가유산포털